# Martyn Waghorn
Pour les articles homonymes, voir Waghorn.
Martyn Thomas Waghorn, né le 23 janvier 1990 à South Shields, est un footballeur anglais qui évolue au poste d'un ailier ou d'attaquant.

## Biographie!

### Carrière en club
Formé à Sunderland depuis l'âge de 8 ans, Martyn Waghorn (19 ans) est prêté à Leicester City à l'orée de la saison 2009-2010. Il y reste toute la saison et inscrit 12 buts en championnat durant cette période. Ses qualités convainquent le staff du club de le conserver et il est transféré durant l'été 2011 pour un montant de 3 M£, malgré la concurrence de Hull City.
Un an plus tard, le 1er septembre 2011, Hull City demande le prêt du joueur et le club de Leicester consent à le céder pour une période de quelques mois.
Le 31 janvier 2014, il est prêté à Wigan, et le 4 avril 2014 il signe un contrat permanent avec le club.
Le 20 juillet 2015, il rejoint les Rangers, avec lequel il remporte le Scottish Championship (deuxième division écossaise). Il inscrit, lors de la saison 2015-2016, un total de 20 buts en deuxième division, ce qui fait de lui le meilleur buteur du championnat.
Le 7 août 2017, il rejoint le club d'Ipswich Town.
Le 8 août 2018 il rejoint Derby County pour un montant de 5,60 M£.
Le 2 juillet 2021, il rejoint Coventry City, son contrat va expirer le 30 juin 2023. 
Le 13 janvier 2023, il est prêté à Huddersfield Town.

### Carrière internationale
Après avoir joué pour l'Angleterre avec les moins de 19 ans, Martyn Waghorn est de 2011 à 2012, membre de la sélection anglaise espoirs. Il compte cinq sélections et deux buts inscrits avec les espoirs.

## Palmarès
- Rangers FC
  - Champion d'Écosse de deuxième division en 2016
  - Finaliste de la Coupe d'Écosse en 2016

- Derby County
  - Vice-champion d'Angleterre de troisième division en 2024.

### Distinctions personnelles
- Membre de l'équipe-type de la Scottish Championship en 2016
- Meilleur buteur de la Scottish Championship en 2016 avec 20 buts

## Statistiques
(avril 2018).
| Saison      | Club              | Pays           | Championnat         | Coupes nationales |
| ----------- | ----------------- | -------------- | ------------------- | ----------------- |
| 2007 - 2008 | Sunderland        | Premier League | 3 matchs            | 1 match           |
| 2008 - 2009 | Sunderland        | Premier League | 1 match             | -                 |
| 2008 - 2009 | Charlton Athletic | Championship   | 7 matchs / 1 but    | -                 |
| 2009 - 2010 | Leicester City    | Championship   | 45 matchs / 12 buts | 4 matchs          |
| 2010 - 2011 | Sunderland        | Premier League | 2 matchs            | 1 match           |
| 2010 - 2011 | Leicester City    | Championship   | 33 matchs / 4 buts  | 2 matchs          |
| 2011 - 2012 | Leicester City    | Championship   | 2 matchs            | 1 match           |
| 2011 - 2012 | Hull City         | Championship   | 3 matchs / 1 but    | -                 |
| 2011 - 2012 |                   |                |                     |                   |

Dernière mise à jour le 11 juin 2012